# Labyrinth der Götter
Labyrinth der Götter ist ein Jugendkriminalroman von André Marx aus dem Jahre 2000 und der 91. Band der Reihe Die drei ???. Es handelt sich um den elften von Marx für die Reihe verfassten Band. Maßgeblich unterstützt wurde Marx beim Schreiben des Bandes von Astrid Vollenbruch, sodass sie offiziell als Co-Autorin dieses Buches angegeben wird. Die jugendlichen Protagonisten Justus Jonas, Peter Shaw und Bob Andrews stoßen auf Hinweise, dass ein als moderne Legende geltender Film in den 1930er Jahren tatsächlich gedreht worden ist. Die Hörspielumsetzung des Romans durch das Label Europa erschien im selben Jahr.

## Handlung
Der Vater von Peter Shaw trägt einen neuen Fall an die drei Detektive heran: In einer Zeitung findet sich ein Artikel über die inzwischen in einem Altenheim lebende Josephine Jones, eine Schauspielerin, die in den 1930er Jahren sehr erfolgreich war und in vielen Filmen des damals bekannten Regisseurs Edward Truman mitgespielt hatte. Dort erinnert sich die Schauspielerin unter anderem daran, dass sie damals in Trumans Film „Utopia“ mitgespielt hatte. Dabei handelt es sich jedoch um eine moderne Legende, denn nach allgemeiner Ansicht wurde der Film, der ein Science-Fiction-Abenteuer über einen zehnten Planeten im Sonnensystem mit bis dahin nie gesehenen Spezialeffekten werden sollte, niemals gedreht. Seine Produktion war zwar angekündigt, das Projekt jedoch aufgegeben worden. Während der Verfasser des Artikels davon ausgeht, dass bei der alten Dame schlicht nach all der Zeit die Grenze zwischen Fantasie und Wirklichkeit verschwimmt, mutmaßt Peters Vater, dass womöglich mehr dahinter stecken könnte. Die drei Fragezeichen sollen sich daher der Sache annehmen, Wonderworld, die Filmfirma, für die Peters Vater arbeitet, hätte Interesse daran, sich die damals entwickelten Spezialeffekte näher anzusehen, wenn der Film oder zumindest Szenen davon tatsächlich gedreht wurden.
Die Jungen begeben sich daher in das Altenheim, wo Mrs. Jones lebt und können mit ihr sprechen. Sie behauptet ihnen gegenüber, dass der Film tatsächlich fertig gestellt wurde, zumindest zu großen Teilen. Es sind für sie schwere Erinnerungen, da Truman und sie damals ein Liebespaar waren und der Film sie, wie sie meint, auseinandergebracht habe. Auf die Frage, wo sich der Film befindet, wiederholt sie jedoch immer nur, dass dies allein die Götter wissen. Der Besuch bestärkt die Jungen in ihrem Glauben, dass an der Behauptung etwas dran sein muss. Jedoch haben sie noch keinen Ansatzpunkt, wo sie nach dem Film suchen sollen. Sie finden aber heraus, dass Edward Trumans Sohn Stanley Truman noch in Beverly Hills in der Villa seines Vaters lebt. Sie beschließen, ihn aufzusuchen, verzichten allerdings darauf, ihn vorher anzurufen, da die Geschichte um „Utopia“ inzwischen größere Wellen in den Medien geschlagen hat und sie sich sicher sein können, dass er sie für Pressevertreter hält, die eine Geschichte wittern. Als sie sich dem Grundstück nähern, beschließen sie, sich von der Rückseite an das Haus heranzubegeben. Dort stoßen sie jedoch auf einen großen aus Hecken bestehenden Irrgarten. Obwohl es bereits langsam dunkel wird, beschließen sie, sich den Weg durch diesen zu bahnen. Als sie schließlich nach einiger Zeit das andere Ende finden, erwartet sie dort Stanley Truman mit einem Gewehr in den Händen und fordert sie auf, sein Grundstück augenblicklich zu verlassen. Die Jungen legen dar, was sie von ihm wollen. Justus zeigt ihm auf die Visitenkarte ihres Detektivbüros, allerdings beeindruckt beides den Mann nicht. So bleibt den Jungen nichts anderes übrig, als sich zurück zur Straße zu begeben.
Am nächsten Tag meldet sich Stanley Truman jedoch überraschend über das Telefon bei ihnen und meint, nachdem er mit Peters Vater gesprochen hat, wäre er nun doch dazu bereit, mit den Jungen zu sprechen. Diese suchen ihn in der Villa auf und erfahren, dass „Utopia“ tatsächlich gedreht wurde und noch existiert: Edward Truman hatte die Filmrollen irgendwo auf dem Grundstück versteckt. Die Jungen sind jedoch unsicher, wie sie den Film finden sollen. Bei ihren weiteren Recherchen müssen sie zudem feststellen, dass sie Konkurrenz haben: Auch die Journalistin Michelle Shoemaker vom Blatt „Ghost“ ist der Sache auf der Spur und beschattet die drei Jungen sogar. Diese beschließen daraufhin, dass Justus und Bob weiter vor Ort in Trumans Villa ermitteln sollen, während Peter nun die Frau im Auge behält. Er folgt ihr heimlich nach Hause und kann ein Telefonat belauschen, bei dem sich Miss Shoemaker über die Sache äußert und davon ausgeht, dass es um einen Mord geht. Bei einer günstigen Gelegenheit gelingt es Peter, ihr das Notizbuch zu entwenden. Somit kann er seinen Freunden mitteilen, was ihre Konkurrentin herausgefunden hat: Bei einem Autounfall während der Dreharbeiten, bei dem der Schauspieler Ken Stark ums Leben kam, soll es sich in Wirklichkeit um einen gezielten Mord gehandelt haben, bei dem jemand die Bremsen des Wagens manipuliert hat. Das Filmmaterial zu „Utopia“ würde somit nach all den Jahren den Beweis dafür liefern.
Bei der Suche nach dem Film erinnert sich Justus daran, dass Mrs. Jones davon gesprochen hat, dass nur die Götter wissen, wo der Film sei und geht davon aus, dass eine Reihe von Figuren griechischer Götter, die sich im Labyrinth aufgestellt befinden, den Hinweis darauf geben. In der Villa befindet sich zudem ein mechanisches Planetarium eingebaut und die Jungen finden heraus, dass sich auf dessen Boden ein Plan des Labyrinths befindet. Sie beginnen daher, die Planeten des Modells den Göttern im Garten zuzuordnen und deren Anordnung zu übernehmen. Daraufhin öffnet sich ein Geheimfach, wo sich drei mit „Utopia“ beschriftete Filmrollen finden. Stanley Truman verspricht ihnen, dass er die nächsten Tage eine private Vorführung des Filmes für sie machen wird; zuerst einmal will er jedoch für sich prüfen, was genau auf den Bändern zu sehen ist.
Zurück in ihrer Zentrale werden sie überraschend von Miss Shoemaker aufgesucht, mit der sie schließlich übereinkommen, Informationen auszutauschen. Als Shoemaker erfährt, dass sie den Film bereits gefunden haben, ist sie alarmiert: Stanley Truman, der ihnen gegenüber gemeint hatte, sein Vater hätte den Film schlicht zu schlecht gefunden, wusste von dem Vorwurf des Mords und wollte die Filmrollen ihrer Ansicht nach nur finden, um das seinen Vater möglicherweise belastende Material zu vernichten. Sie begeben sich sofort zur Villa und finden Stanley Truman, der gerade die Filmrollen seinem Kachelofen übergeben will. Er teilt ihnen jedoch mit, dass auf den Bändern der Unfall nicht zu sehen sei. Sein Vater habe diesen Teil damals bereits herausgeschnitten. Die Beteiligten hätten sich damals geschworen, den Mord zu vertuschen, da man nicht wollte, dass unschöne Gerüchte die Veröffentlichung des Films verhindern. Als das Werk dann fast fertig war, bekam Edward Truman jedoch zunehmend moralische Zweifel und entschied sich schließlich am Ende dazu, das Werk gänzlich in der Versenkung verschwinden zu lassen. Als Begründung dafür erfand er schließlich einen Streit mit den Produzenten.
Stanley Truman hält es für das Beste, die ganze Sache ruhen zu lassen, weil die Beteiligten alle bereits tot seien und nur deren noch lebenden Nachkommen davon Nachteile hätten. Shoemaker ist zunächst dagegen, verzichtet schließlich aber auf ihre Geschichte. Der Film wird dennoch von Stanley Truman vernichtet. Unklar bleibt am Ende nur, wer genau für den Tod von Ken Stark verantwortlich war. Als Justus noch einmal Mrs. Jones im Altenheim besucht, erfährt er überraschend die Lösung: Edward Truman selbst hatte den Wagen so manipuliert, dass Stark getötet wurde. Der Grund war, dass Jones eine kurze Affäre mit diesem hatte. Daran sei ihre Beziehung jedoch zerbrochen. Er habe es nur für sie getan, meint die alte Dame mit Tränen in den Augen.

## Ausgaben
- André Marx: Die drei ??? – Labyrinth der Götter, Kosmos, Stuttgart 2010, ISBN 3-440-08018-8